# 張家盛
張家盛（1998年1月26日—），網名超負荷，臺灣網路遊戲實況主、廣播電臺主持人，前狼谷娛樂旗下實況主，中餐丙級技術士。

## 概要
張家盛為Twitch實況主，擅長使用《英雄聯盟》角色雷茲，其言詞辛辣鋒利、口速極快，有「五速嘴」之稱。除了針砭時政，張家盛亦以幽默風趣的實況風格著稱，受廣大觀眾喜愛。因前朋友蹦米一句話，誤打誤撞踏入實況圈之路。然而，張家盛受到自身躁鬱症所苦而經常失控，並且其火爆、重口味的觀眾導致他的實況台出現許多「亂源」並且造成他極大的困擾。矛盾的是，這些「亂源」往往為他造就巨大的網路流量。2017年7月13日，狼谷娛樂釋出超負荷加盟的消息 。
2021年6月18日早上8時，張家盛在Twitch直播時收到觀眾「KG21」所傳送被Twitch判斷內容有「意外的裸露或色情」的影片，而遭Twitch永久封禁並解除合作夥伴關係。有人在中華民國內政部《全國殯葬資訊入口網》為超負荷舉辦「線上追思」；張家盛在臉書轉貼線上追思截圖，表示既無奈又好笑。
2021年12月19日晚上7時，在中華民國電子競技運動協會星光電競大賞（AEA）頒獎典禮中，張家盛榮獲「娛樂效果獎」、「專業技術獎」、「影音特效獎」、「最佳意見領袖獎」。
2023年1月3日，張家盛宣布與狼谷娛樂解約。
張家盛與女性實況主「蝴蝶兒」陳霓媗關係密切，一度謠傳兩人已經交往，可惜兩人最終還是以朋友身份告終。2021年8月，兩人觀眾集資「婚紗照基金」達成目標金額新臺幣一百萬元，蝴蝶兒承諾2019冠狀病毒病臺灣疫情趨緩後一定會拍攝婚紗照。2023年6月23日，張家盛首度公開自己的婚紗單人照，他承認「照片真的是本人親自去拍的，只有請他們修瘦一點點而已」。
2025年3月14日，鍇睿國際宣布與張家盛簽約。

## 獲獎紀錄獎項

### 大型頒獎禮獲獎獎項
| 年份 | 頒獎機構                 | 典禮名稱         | 獎項           | 入圍作品 | 結果 |
| ---- | ------------------------ | ---------------- | -------------- | -------- | ---- |
| 2021 | 中華民國電子競技運動協會 | 2021星光電競大賞 | 專業技術獎     |          | 獲獎 |
| 2021 | 中華民國電子競技運動協會 | 2021星光電競大賞 | 最佳意見領袖獎 |          | 獲獎 |
| 2021 | 中華民國電子競技運動協會 | 2021星光電競大賞 | 娛樂效果獎     |          | 獲獎 |
| 2021 | 中華民國電子競技運動協會 | 2021星光電競大賞 | 影音特效獎     |          | 獲獎 |

## 外部連結
- 超負荷的Facebook專頁
- 超負荷的Instagram帳戶
- 超負荷的Twitch频道[]
- YouTube上的超負荷備份頻道